# تشاه عالي الشرقي (شميل)
تشاه عالي الشرقي (بالفارسية: چاه عالی شرقی) هي قرية تقع في إيران في قسم شمیل الريفي. يقدر عدد سكانها بـ 134 نسمة بحسب إحصاء 2016.